# Paris-Soir
El Paris-Soir fue un importante periódico de circulación diaria en París, Francia, entre 1923 y 1944. 
Su primer número salió el 4 de octubre de 1923. Desde el 11 de junio de 1940, el mismo editor, Jean Prouvost, continuó su publicación en la Francia de Vichy: Clermont-Ferrand, Lyon, Marsella, y Vichy, mientras que en la zona ocupada de París, se publicó bajo control alemán del 22 de junio de 1940 hasta el 17 de agosto de 1944. Inmediatamente antes de la ocupación de París, el Paris-Soir consiguió una tirada de dos millones y medio de ejemplares, la mayor circulación de un periódico en Europa en ese momento. 
Una edición dominical, Paris-Soir Dimanche se publicó desde el 22 de diciembre de 1935 hasta el 16 de septiembre de 1939.